# 克里斯·伯德
克里斯·伯德（英語：Chris Byrd，1970年8月15日—），美国男子拳击运动员。他曾代表美国参加1992年夏季奥林匹克运动会拳击比赛，获得一枚银牌。他于1993年成为职业选手。